# Битва при Сан-Мігелі
Битва при Сан Мігелі - серія сутичок в районі Сальвадорського міста Сан-Мігель 10 липня коли ліберальний генерал Морасан розгромив відправлені  для перешкоджання ліберального вторгнення в Сальвадор генералом Мануелем Арзу війська .

## Фон
Бригадир Мануель Арзу дізнався про перемогу Франсиско Моразана над військами полковника Вісенте Домінгеса і послав кілька взводів для боротьби з військами Морасана. Коли ліберальний каудильйо зрозумів рухи генерала Арсу, він вирушив до Гондурасу , щоб набрати більше військ.

## Битва
Франсіско Морасан просить позику в розмірі 16 000 песо для підтримки армії та повертається до Сальвадору з більшою армією та прибуває в Сан-Мігель 10 липня 1828 року. Франсиско Морасан вдалося розгромити кожен загін, надісланий генералом Арзу з Сан-Сальвадору.

## Наслідки
Після цієї поразки Арзу залишає полковника Монтуфара відповідальним за Сан-Сальвадор і  особисто рушає на зустріч з Морасаном.
20 вересня 1828 року генерал Арсу був біля річки Лемпа з 500 солдатами в пошуках Франсіско Моразана , коли він дізнався, що його війська капітулювали в Сан-Сальвадорі .
Побачивши, що він не може перемогти війська Франсіско Морасана , симулюючи хворобу, повернувся до Гватемали , залишивши свої війська під командуванням полковника Антоніо де Айчінени. Ця дія дозволила обложеному Сан-Сальвадору перемогти нападників.
Війська на чолі з полковником Антоніо де Айчіненою йшли до території Гондурасу, коли їх перехопили люди Моразана в Сан-Антоніо. 9 жовтня Айсінена був змушений здатися. Після капітуляції Сан-Антоніо Сальвадор нарешті звільнився від вторгнення федеральних військ. 23 жовтня 1828 року генерал Морасан тріумфально в'їхав на площу Сан-Сальвадор .